# Sagramor de Scuvero Brandão
Sagramor de Scuvero Brandão   (São Paulo, 30 de setembre de 1921 - Rio de Janeiro, 9 d'octubre de 1995), de nom de casada Sagramor de Scuvero Martins, va ser una escriptora, locutora de radio i actriu brasilera, esposa del periodista i músic Miguel Gustavo. La parella va tenir dues filles.
Nascuda l'any 1921 a São Paulo, va començar la seva carrera com a presentadora de ràdio en emissions locals.
Després de traslladar-se a Rio de Janeiro, va continuar treballar per a la ràdio, sobretot a Rádio Globo, Rádio Bandeirantes i Rádio Mayrink Veiga.
També escriu diversos llibres infantils. De 1948 a 1956, va ser regidora municipal de Rio de Janeiro, i va ser la primera dona escollida per al consell municipal.
Va morir de càncer l'any 1995 a Rio de Janeiro.

## Emissions a Rádio Globo
- 1945 : Programa Feminino
- 1945 : Marcha Nupcial
- 1946–1952 : O Mundo Não Vale O Seu Lar

## Libres
- Na casa do sonho - Editora Anchieta - 1941
- Eu quero ficar homem - Editora do Brasil